# بني المرفدي (ريمة)

تعديل مصدري - تعديل

قرية بني المرفدي

هي إحدى قرى عزلة بكال الواقعة ضمن مديرية مزهر التابعة لمحافظة ريمة، بلغ تعداد سكانها (302) نسمة حسب تعداد اليمن لعام 2004.

## المحلات التابعة للقرية
- الاجحور
- مدره خجف
- القرعيه
- نحمه
- حرجب
- مقيض

## روابط خارجية
- الدليل الشامــل